# Acontia euschema
Acontia euschema är en fjärilsart som beskrevs av Turner 1920. Acontia euschema ingår i släktet Acontia och familjen nattflyn. Inga underarter finns listade i Catalogue of Life.